# Казалора ди Равадезе (Парма)
Казалора ди Равадезе је насеље у Италији у округу Парма, региону Емилија-Ромања.
Према процени из 2011. у насељу је живело 20 становника. Насеље се налази на надморској висини од 32 м.